# Tokusatsu
Tokusatsu (特撮?) ("filmación especial") es un término japonés que se aplica a cualquier película o serie de televisión de acción real en la que se haga un uso intensivo de efectos especiales.

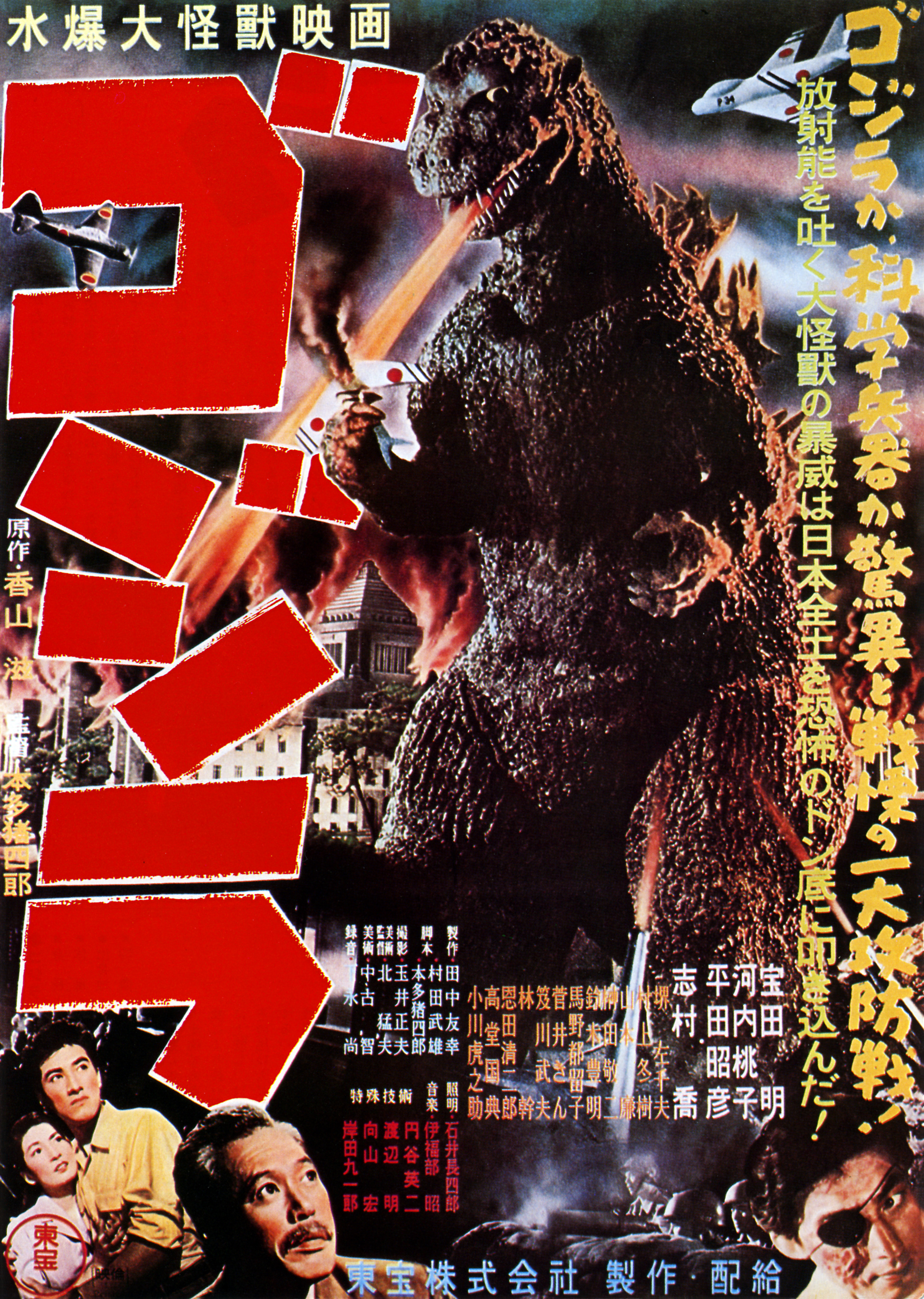
Godzilla en la película de 1954. Las técnicas que desarrolló Eiji Tsuburaya para Tōhō Studios siguen utilizándose en la industria cinematográfica y televisiva del tokusatsu de la actualidad.

Las producciones de tokusatsu suelen englobar mayoritariamente los géneros de ciencia ficción, fantasía o terror, pero otros géneros también tienen cabida. Los tipos más populares incluyen el kaijū, películas de monstruos como las franquicias fílmicas Godzilla o Gamera, series de televisión de superhéroes como Kamen Rider y Metal Hero, y series de mecha como Giant Robo. Algunas producciones combinan varios de estos subgéneros, por ejemplo Ultraman y Super Sentai Series. El tokusatsu es uno de los modos de entretenimiento más populares en Japón y, salvo algunas excepciones notables, sus producciones no son ampliamente conocidas fuera del mercado asiático.

## Historia
El tokusatsu tiene sus orígenes en el antiguo teatro japonés, específicamente en el kabuki con sus escenas de acción y lucha, y en el bunraku que utilizaba algunas de las primeras formas de efectos especiales en las marionetas. El tokusatsu moderno, sin embargo, no comenzó a tomar forma hasta principios de los años 1950, con el nacimiento de Godzilla, uno de los monstruos kaijū más famosos de todos los tiempos.
El artista de efectos especiales Eiji Tsuburaya y el director Ishirō Honda se convirtieron en los responsables de Godzilla. Tsuburaya se inspiró en la película estadounidense King Kong para formular muchas de las técnicas que se convertirían en señas de identidad del género, como la llamada suitmation, que es el uso de un actor con un disfraz para interpretar a un monstruo gigante combinado con el uso de ciudades en miniatura. Godzilla cambió para siempre el paisaje de la ciencia ficción, la fantasía y el cine japonés, creando una visión japonesa única en un género normalmente dominado por el mercado estadounidense.
En 1954, Godzilla inició el género kaijū en Japón, que mantuvo una gran popularidad durante varias décadas, liderando el mercado personajes como el mencionado Godzilla, Gamera y King Ghidorah. Sin embargo, en 1957, Shintoho produjo la primera serie en la que apareció el superhéroe Super Giant, haciendo que la popularidad se dirigiera a los héroes enmascarados. Junto con el anime Astro Boy, las series de Super Giant tuvieron un profundo efecto en el mundo del tokusatsu. Al año siguiente, se estrenó Moonlight Mask, la primera de numerosas series de televisión de superhéroes que conformarían uno de los subgéneros tokusatsu más importantes.
Tras estas producciones, llegaron las primeras series tokusatsu en color, Ambassador Magma y Ultraman, que auparon el género kyodai hero, en el que un protagonista de tamaño normal crecía a tamaños gigantes para luchar contra monstruos también gigantes.

## Técnicas

### TecnologíaSuitmation
Suitmation (スーツメーション Sūtsumēshon?) es un término japonés que identifica el procedimiento en las películas y series tokusatsu en las que el monstruo es un actor disfrazado. El origen exacto del término es desconocido. La referencia más antigua es la promoción del traje de Godzilla de The Return of Godzilla.

## Franquicias y producciones
Las muchas producciones de series tokusatsus se clasifican por temática en varios grupos.

### Kaijū
Las producciones Kaijū (怪獣 kaijū?, literalmente "bestia extraña") muestran principalmente monstruos, en tamaño normal o gigante, llamándose estos últimos daikaijū (大怪獣?). En estas series se incluyen Ultra Q, la serie cinematográfica Godzilla, las series Gamera, las series Daimajin y películas como Mothra (1961), Frankenstein vs. Baragon (1965), The War of the Gargantuas (1966) o Uchu Daikaijū Girara.

### Kyodai Hero
Las producciones Kyodai Hero (巨大ヒーロー Kyodai Hīrō?, "Héroe Gigante") muestran superhéroes or robots japoneses que tienen o bien la habilidad de crecer a estaturas inmensas para pelear contra monstruos gigantes o que son originalmente gigantes como parte de sus vidas. El primero y más famoso de los Kyodai Hero es Ultraman, que hizo su debut en 1966. Desde ese momento, Ultraman ha ayudado a proliferar el género con incontables programas, franquicias y películas tales como ¡Ike! Godman o Iron King.

### Kaijin
Las producciones Kaijin (怪人?  literalmente "persona misteriosa") muestran a un supervillano como personaje principal. En esta categoría se incluyen películas como The Secret of the Telegian, The Human Vapor, The H-Man, Half Human, Tomei Ningen, también la serie Shougeki Gouraigan.

### Franquicias populares
Desde alrededor de 1960, varias franquicias televisivas de gran longevidad han combinado varios otros temas. Tsuburaya Productions tiene las Ultra Series, comenzando con Ultra Q y Ultraman en 1966. P Productions se iniciaron en el tokusatsu en 1966 con la serie Ambassador Magma. También participaron en la serie Lion-Maru que concluyó en noviembre de 2006.
Toei Company tiene varias series englobadas dentro de sus Toei Superhéroes, comenzando en 1961 con la serie Moonlight Mask. Después produjeron otras franquicias longevas, como las creadas por Shōtarō Ishinomori Kamen Rider (1971) y Super Sentai Series (1975); Metal Hero (1982) y Toei Fushigi Comedy Series (1981). También produjeron otras series de televisión basadas en el trabajo de Ishinomori, como Android Kikaider y Kikaider 01, Robot Detective, Inazuman e Inazuman Flash, y Kaiketsu Zubat. Toei también coprodujo junto con Marvel una adaptación al tokusatsu de Spider-Man que influyó notablemente en las temporadas posteriores de Super Sentai. En 2003, TV Asahi comenzó a emitir las series Super Sentai y Kamen Rider en un bloque de una hora conocido como Super Hero Time. Tōhō, los creadores de Godzilla, también colaboraron en la creación de la franquicia Chouseishin Series entre 2003 y 2006.
En 2006, se estrenó Garo, un tokusatsu de late-night para adultos, que inició una franquicia compuesta por varias series de televisión y películas. Después llegaron otras series de late-night para adultos, como un revival de Lion-Maru en Lion-Maru G, las series Daimajin Kanon, y Shougeki Gouraigan!!, también creada por Amemiya.

### Películas detokusatsu
Varias películas clasificadas como tokusatsu funcionan como películas genéricas de ciencia ficción. En ellas se incluyen Warning from Space (宇宙人東京に現わる Uchūjin Tokyo ni arawaru?, Spacemen Appear in Tokyo), Invasion of the Neptune Men (宇宙快速船 Uchū Kaisokusen?, High Speed Spaceship), The Green Slime (ガンマー第3号 宇宙大作戦 Ganmā daisan gō: uchū daisakusen?, Ganma 3 Space Mission), The Birth of Japan (日本誕生 Nippon Tanjō?), The Last War (世界大戦争 Sekai daisenso?, Great World War), Japan Sinks (日本沈没 Nihon Chinbotsu?, Japan Sinks), Virus (復活の日 Fukkatsu no Hi?, Day of Resurrection), Sayonara Jupiter (さよならジュピター Sayonara Jupitā?), The War in Space (惑星大戦争 Wakusei Daisensō?, War of the Planets), y Sengoku Jieitai 1549 (戦国自衛隊1549?).

## Producciones similares

### Produccionestokusatsuno tradicionales
Las producciones tokusatsu no tradicionales normalmente no usan efectos especiales convencionales o actores humanos. Aunque la suitmation es la que tipifica el tokusatsu, algunas producciones utilizan la técnica stop-motion para animar a sus monstruos, por ejemplo Majin Hunter Mitsurugi (1973). Programas de televisión pueden utilizar técnicas tokusatsu tradicionales, pero con marionetas: Uchuusen Silica (1960); Ginga Shonen Tai (1963); Kuchuu Toshi 008 (1969); y X Bomber (1980), esta última de Go Nagai. Algunos tokusatsu pueden añadir animación a sus componentes de acción real, como Dinosaur Expedition Team Bornfree (1976) de Tsuburaya Productions, Dinosaur War Aizenborg (1977) y Pro-Wrestling Star Aztekaiser (1976).

### Fanfilms japoneses
Hideaki Anno, Yoshiyuki Sadamoto, Takami Akai y Shinji Higuchi crearon un grupo de aficionados llamado Daicon Film, al que rebautizaron como Gainax en 1985 y al que convirtieron en un estudio de animación. Además de secuencias de anime, también produjeron una serie de cortos de tokusatsu que parodiaban películas de monstruos y programas de superhéroes. Entre estas producciones se encuentran Swift Hero Noutenki (1982), Patriotic Squadron Dai-Nippon (1983), Return of Ultraman (1983) y Yamata no Orochi no Gyakushū (1985).

## Fuera de Japón

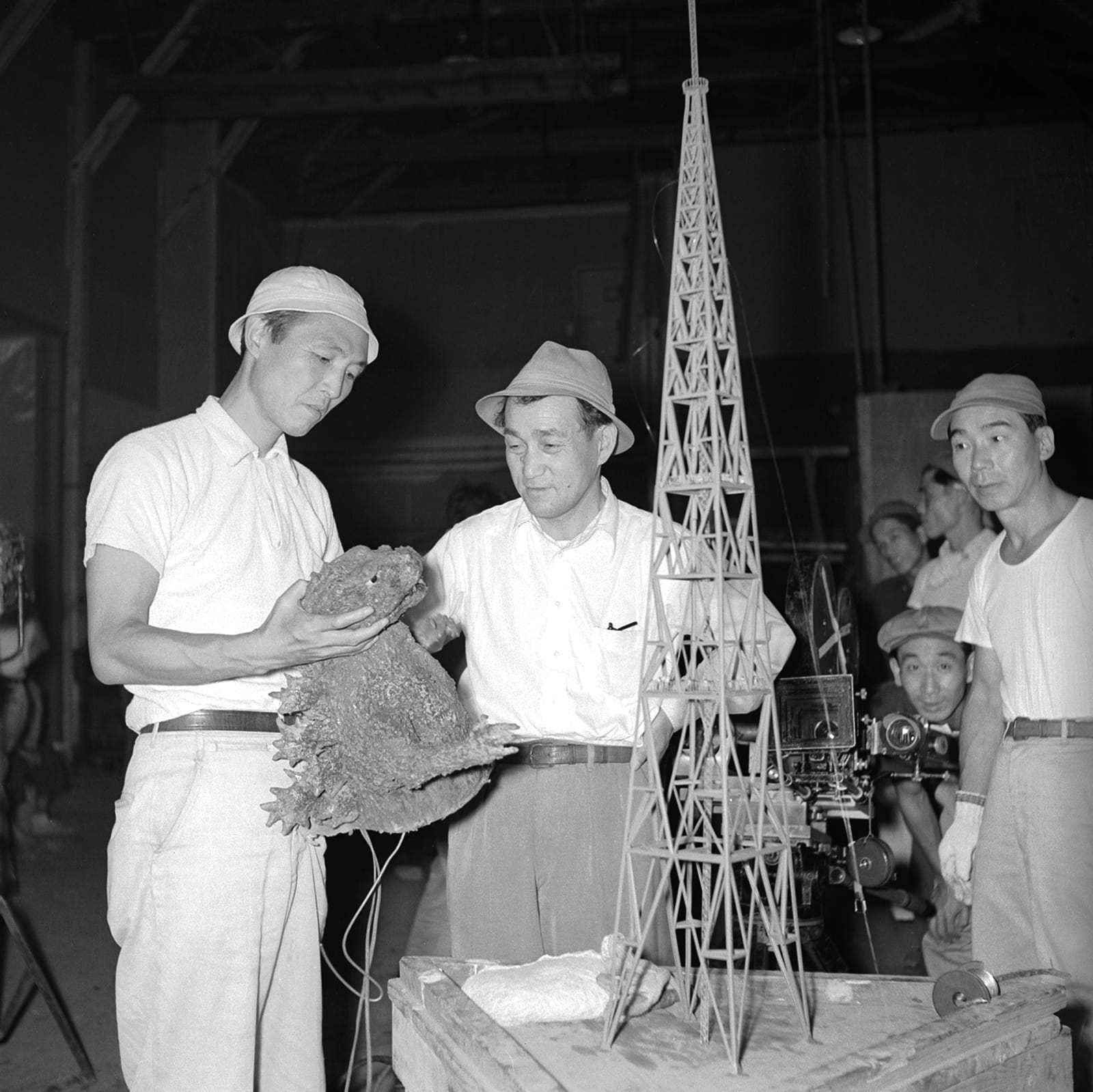
El director Ishirō Honda y el artista de efectos especialesr Eiji Tsuburaya en el plató de Godzilla (1954)

Las técnicas del tokusatsu se han extendido fuera de Japón gracias a la popularidad de las películas de Godzilla.

### Adaptaciones
Godzilla, King of the Monsters! apareció por primera vez en inglés en 1956. En lugar de simplemente doblar la película original japonesa, Godzilla (1954), decidieron reeditarla por completo, reestructurando la trama para incorporar un nuevo personaje estadounidense, interpretado por el actor Raymond Burr. Por su parte, Ultraman ganó popularidad cuando United Artists la dobló para el público estadounidense en los años 1960.
En los años 1990 comenzó una gran cantidad de adaptaciones de tokusatsu a la televisión estadounidense, comenzando con la compra por parte de Haim Saban de metraje de la 16.ª temporada de Super Sentai Series, Kyōryū Sentai Zyuranger, que se convirtió en Mighty Morphin Power Rangers y comenzó la popular franquicia Power Rangers. Las siguientes temporadas de Super Sentai también se adaptarían de forma similar en las siguientes temporadas de Power Rangers aunque se omitieron dos temporadas de la misma. Saban también compró metraje de varias temporadas de Metal Hero, convirtiendo Chōjinki Metalder, Jikū Senshi Spielban, y Uchū Keiji Shaider en VR Troopers (1994), convirtió Jūkou B-Fighter y su secuela B-Fighter Kabuto en Big Bad Beetleborgs (1996) y su secuela Beetleborgs Metallix (1997). También compró la temporada de Kamen Rider titulada Kamen Rider Black RX para producir Masked Rider (1995). En esta época, DIC Entertainment intentó competir con Power Rangers comprando Denkou Choujin Gridman de Tsuburaya Productions para crear Superhuman Samurai Syber-Squad (1994), antes de intentar crear otras series originales.
En 2002, 4Kids Entertainment compró los derechos de Ultraman Tiga, pero se limitaron a doblarla al inglés. En 2009, Adness Entertainment compró Kamen Rider Ryūki para convertirla en Kamen Rider: Dragon Knight (2009), que ganó el primer premio Daytime Emmy a la mejor coordinación de dobles de riesgo por sus escenas originales.

### Producciones originales
En 1961 se produjo en Reino Unido una película al estilo de Godzilla, Gorgo, que utilizaba las mismas técnicas suitmation de Godzilla. Ese mismo año, Saga Studios en Dinamarca hizo otra película al estilo de Godzilla, Reptilicus, utilizando una marioneta sobre un set en miniatura. En 1967, Corea del Sur produjo su propia película de monstruos, titulada Yonggary, y en 1975, Shaw Brothers produjo una película de superhéroes titulada The Super Inframan, aprovechando el gran éxito de Ultraman y Kamen Rider allí, que estaba protagonizada por Danny Lee. Aunque hubo otras producciones similares en Hong Kong, Super Inframan llegó antes allí. Con la ayuda de artistas de efectos especiales japoneses liderados por Sadamasa Arikawa, también produjeron una película de monstruos al estilo japonés, The Mighty Peking Man (1977).
A la vez que hacían su trabajo en Superhuman Samurai Syber-Squad, DIC intentó desarrollar una serie original basada en la popularidad de Power Rangers, y en 1994 estrenó Tattooed Teenage Alien Fighters from Beverly Hills. En 1998, surgió un intento de remake de Sailor Moon combinando escenas originales de actrices estadounidenses con secuencias animadas originales, y aunque Saban Entertainment no tuvo nada que ver con ello, a esta producción se le puso el nombre de Saban Moon.
En los años 2000, productoras del este de Asia comenzaron a realizar sus propias series tokusatsu: en Tailandia, Sport Ranger, y en Corea del Sur, Erexion, en 2006; en China, Armor Hero (2009), Giant Saver (2013) y Metal Kaiser, y en Indonesia, Bima Satria Garuda (2013).

### Influencia
Películas kaiju y tokusatsu, especialmente Asalto a la Tierra (1956), despertaron el interés de Stanley Kubrick por las películas de ciencia ficción y fueron una influencia para su 2001: A Space Odyssey (1968). Según su biógrafo, John Baxter, a pesar de sus "torpes secuencias de modelos, las películas solían estar bien fotografiadas en color... y sus pésimos diálogos se desarrollaban en escenarios bien diseñados e iluminados."
Steven Spielberg ha mencionado a Godzilla como una inspiración para Parque Jurásico (1993), concretamente Kaijū Ō Gojira (Godzilla, rey de los monstruos, 1956), que había visto durante su infancia. Durante la producción, Spielberg describió a Godzilla como "la más magistral de todas las películas de dinosaurios porque te hacía creer que de verdad estaba sucediendo." Godzilla también influyó en la película de Spielberg Tiburón (1975).
Las películas de tokusatsu japonesas también influyeron en uno de los primeros videojuegos, Spacewar! (1961), inspirando su temática de ciencia ficción. Según el programador del juego, Martin Graetz, "nos íbamos a uno de los cinemas más sórdidos de Boston a ver la última basura de Toho," ya que los estudios japoneses "producían una dieta constante de comida basura cinematográfica de la que Rodan y Godzilla son sólo los ejemplos más conocidos."

### Tributos y parodias
En 2001, Buki X-1 Productions, una productora de aficionados francesa, produjo su propia serie, Jushi Sentai France Five (ahora conocida como Shin Kenjushi France Five), un tributo a la larga serie Super Sentai de Toei. La serie de televisión estadounidense de bajo presupuesto Kaiju Big Battel parodia directamente las películas y series de monstruos y de Kyodai Hero poniendo a sus propios personajes disfrazados en combates de lucha libre profesional en medio de edificios hechos de cartón. En 2006, Mighty Moshin' Emo Rangers se estrenó en Internet como una parodia de los Power Rangers, pero rápidamente fue incorporada por MTV UK para su emisión. En 2006, Insector Sun, un tributo de bajo presupuesto a Kamen Rider fue producido por aficionados brasileños.
Peyton Reed, director de las películas de Ant-Man en el universo cinematográfico de Marvel, afirmó que el diseño del traje de Ant-Man fue influenciado por dos superhéroes de tokusatsu, Ultraman e Inframan.